# Team 21
L'equip Team 21 (codi UCI: T21) va ser un equip ciclista professional rus, que competí la temporada del 2014. Va tenir categoria continental.

## Principals resultats
- Tour de Constantina: Serguei Belikh (2014)

### A les grans voltes
- Giro d'Itàlia
  - 0 participacions

- Tour de França
  - 0 participacions

- Volta a Espanya
  - 0 participacions

## Classificacions UCI
L'equip participa en les proves dels circuits continentals.
UCI Àfrica Tour
| Temporada | Classificació per equips | Millor ciclista en la classificació individual |
| --------- | ------------------------ | ---------------------------------------------- |
| 2014      | 10è                      | Serguei Belikh (14è)                           |

UCI Europa Tour
| Temporada | Classificació per equips | Millor ciclista en la classificació individual |
| --------- | ------------------------ | ---------------------------------------------- |
| 2014      | 98è                      | Serguei Belikh (359è)                          |